# Measha Brueggergosman
Measha Brueggergosman (Measha Gosman) es una soprano canadiense nacida el 28 de junio de 1977 en Fredericton, Nuevo Brunswick.
Se destaca su participación como solista de conciertos, recitalista y en ópera.
Es descendiente de esclavos africanos provenientes de Camerún que huyeron de la esclavitud en Connecticut hacia Nueva Escocia en 1780 para radicarse en Fredericton. Comenzó a cantar en el coro de su iglesia bautista estudiando luego en el Boston Conservatory y con la soprano Wendy Nielson, posteriormente en la University of Toronto, y en la Robert Schumann Hochschule de Düsseldorf.
La soprano ha cantado en Canadá con la Toronto Symphony Orchestra, Montreal Symphony Orchestra, National Arts Centre Orchestra dirigida por Pinchas Zukerman y la Roy Thomson Hall, el Verdi Requiem con Andrew Davis y la Toronto Symphony Orchestra y en Bonn con Helmuth Rilling. 
Ha cantado en Miami Beach con la New World Symphony y la San Francisco Symphony Orchestra ambas dirigidas por Michael Tilson Thomas. En noviembre de 2007 debutó en Carnegie Hall de New York, con un recital de canciones de Britten, Poulenc, Bolcom, Rorem, Satie y negro spirituals.
En 2005 fue solista de las Songs of Innocence and Experience de William Bolcom que ganaron tres Grammys.
Fue merecedora del Grand Prize 2002 Jeunesses Musicales Montreal International Musical Competition y del Wigmore Hall International Song Competition en Londres. En 2008 ganó el Juno Award por álbum clásico del año.
Al casarse con Markus Brüggergosman (nacido Markus Brügger) combinaron los apellidos formando Brueggergosman (o Brüggergosman). 
En junio del 2009 fue intervenida quirurgicamente de urgencia debido a una rotura de aorta (1).

## Discografía de referencia
- Beethoven: Symphony No 9 / Welser - Möst, Cleveland Orchestra
- Bolcom: Songs Of Innocence And Experience / Slatkin
- Bolcom: Cabaret Songs; Schoenberg, Satie/ Bolcom
- Extase - Berlioz (Les nuits d'eté), Massenet / Talmi
- So Much To Tell / Copland, Gershwin, Barber / Goodman